# Johan VII van Nassau-Siegen
Graaf Johan VII ‘de Middelste’ van Nassau-Siegen (Slot Siegen, 7 juni 1561 – aldaar, 27 september 1623), Duits: Johann VII. ‘der Mittlere’ Graf von Nassau-Siegen (officiële titels: Graf zu Nassau, Katzenelnbogen, Vianden und Diez, Herr zu Beilstein), was sinds 1606 graaf van Nassau-Siegen (een deel van het graafschap Nassau) en de stamvader van het Huis Nassau-Siegen, een zijtak van de Ottoonse Linie van het Huis Nassau. Hij was een van de belangrijkste militaire theoretici uit zijn tijd die voor veel vernieuwingen zorgde, en uitvindingen deed. Zijn Kriegsbuch bevatte alle militaire kennis van zijn tijd, maar ook veel nieuwe ideeën, die een essentiële bijdrage leverde aan de hervorming van het Staatse leger door zijn neef Maurits. Johan diende in het Staatse leger, was kolonel-generaal van de Palts en opperbevelhebber van het Zweedse leger. Zijn reputatie reikte tot ver buiten de grenzen van het Heilige Roomse Rijk.

## Biografie

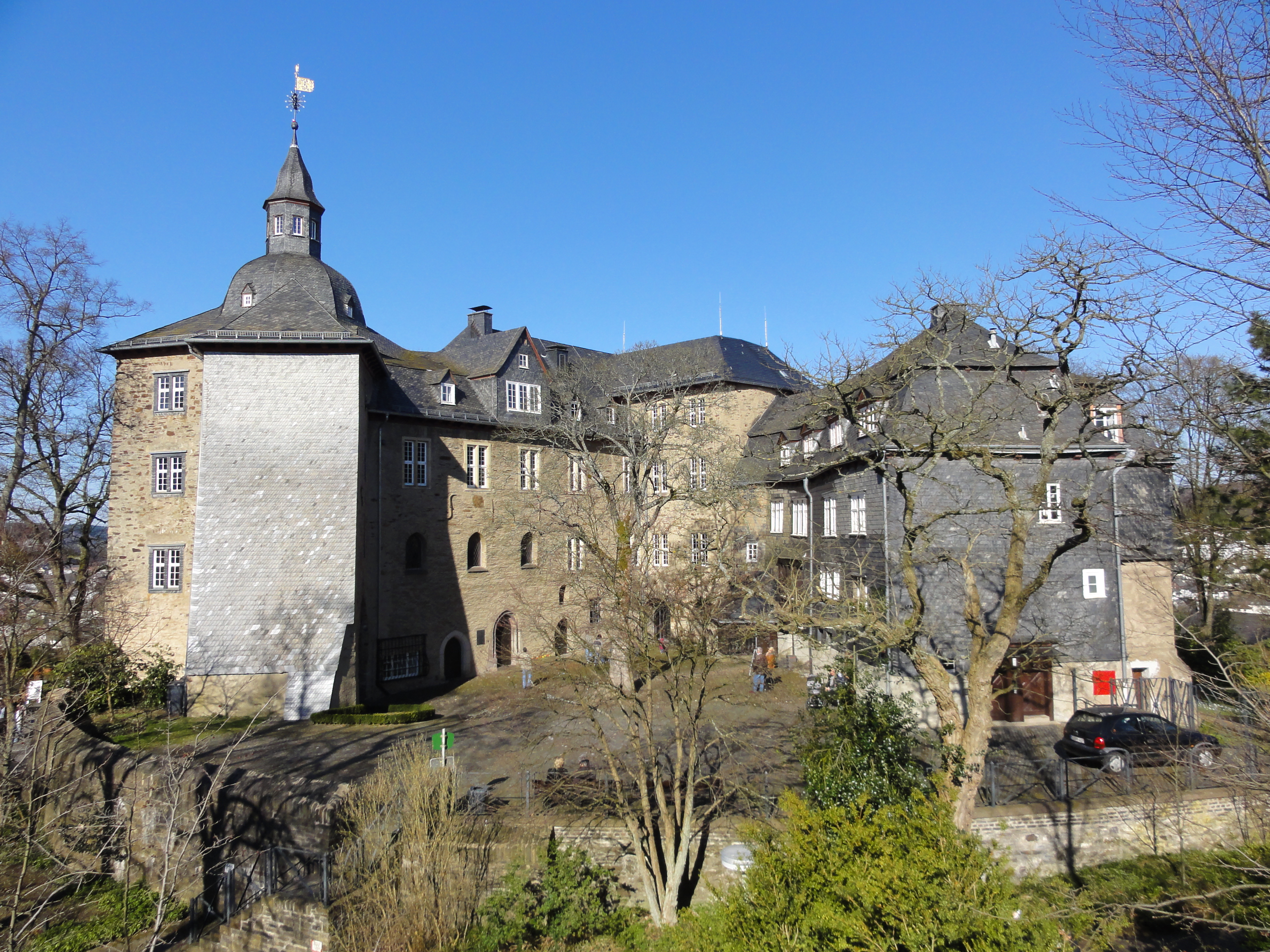
Slot Siegen in 2011.

Johan werd op 7 juni 1561 op Slot Siegen geboren als de tweede zoon van graaf Johan VI ‘de Oude’ van Nassau-Siegen en diens eerste echtgenote landgravin Elisabeth van Leuchtenberg.
Johan bezocht eerst de gravenschool in Siegen en ging daarna – in 1576 – samen met zijn drie oudste broers Willem Lodewijk, George en Filips en zijn neef, Maurits van Nassau, naar de Universiteit van Heidelberg, maar verliet deze op verzoek van zijn vader al het jaar daarop. Hij betreurde zijn vertrek geenszins, want hij vond ‘das Studieren nicht anmutig’. Johan werkte zich al vroeg in de administratie, financiën en militaire zaken van zijn vaders graafschap in.

Johan ‘de Oude’ had plannen om de financiën van het graafschap Nassau-Siegen te saneren door een rijk huwelijk van zijn zoon, maar toen Johan ‘de Middelste’ verklaarde dat hij zijn hart al geschonken had, deed de vader niet de minste poging om de politieke rede te laten zegevieren over de wens van de zoon. Dit spreekt voor de karakters van vader en zoon, die altijd uitstekend met elkaar konden opschieten en elkaar op de beste manier aanvulden. Door zijn huwelijk in 1581 met gravin Magdalena van Waldeck-Wildungen (net als zijn grootmoeder gravin Juliana van Stolberg-Wernigerode weduwe van een graaf van Hanau-Münzenberg) versterkte Johan ‘de Middelste’ de verhoudingen binnen de Wetterauer Grafenverein en droeg zo – ook zonder wezenlijke financiële bijdrage – bij tot de versterking van het Huis Nassau.

### Militaire carrière

#### Bijdragen aan de militaire hervorming van zijn vader
Johan beleefde zijn eerste militaire veldtocht onder paltsgraaf Johan Casimir in 1583, waarvoor troepen werden verzameld in de omgeving van Siegen. Johan maakte toen kennis met de praktijk van huurlingenlegers, waarvan zijn vader hem in talloze gesprekken de nadelen had beschreven.
Johan hield zich vanaf 1584 bezig met het versterken van de verdedigingswerken van Nassau en de Dillenburg. Bij de militaire hervorming van Johan ‘de Oude’, vooral diens invoering van de algemene dienstplicht, zorgde Johan ‘de Middelste’ voor een betere opleiding. Uitgaande van het besef dat men de dienstplichtige onderdanen niet hulpeloos naar de slachtbank mocht leiden, zorgde hij voor een degelijke opleiding van de manschappen onder de wapenen. Hij bestelde uniforme geweren van hetzelfde kaliber voor hen, zodat de een de ander kon helpen met kogels. En hij creëerde uniforme kleding, zich er duidelijk van bewust dat de mannen zich in dat uniform soldaat zouden voelen. Uniformen en uniforme bewapening waren iets geheel nieuws voor die tijd. De Siegerländer Landesausschluß droeg een bruine hoed met een veer en een blauwe voering, een geel lederen of linnen wambuis, een rode overjas met een blauwe voering en een witte kraag. Broeken en kousen waren blauw. Dit uniform kwam overeen met het kostuum dat reeds in 1481/82 voor de mannen van het schuttersgilde van Siegen uit de Nederlanden was aangeschaft.
Voor het trainen met het geweer vond Johan de dril uit. De manschappen stonden welwillend tegenover deze maatregel, omdat zij zelf zagen hoe zij door voortdurende oefening een enorme tijdwinst behaalden in het hanteren van wapens en daardoor een grote voorsprong hadden op hun tegenstanders. Tegen de algemene dienstplicht is in de Nassause stamlanden, en vooral in het eerst getroffen Siegerland, nooit enig protest gerezen, want de strijd van de graven voor de vrijheid van de Nederlanden beschouwde de bevolking ook als hun eigen strijd. Zij deelden met de landsheer de bijbels gefundeerde overtuiging van het recht van deze opstand tegen de verkrachting van lichaam en ziel.

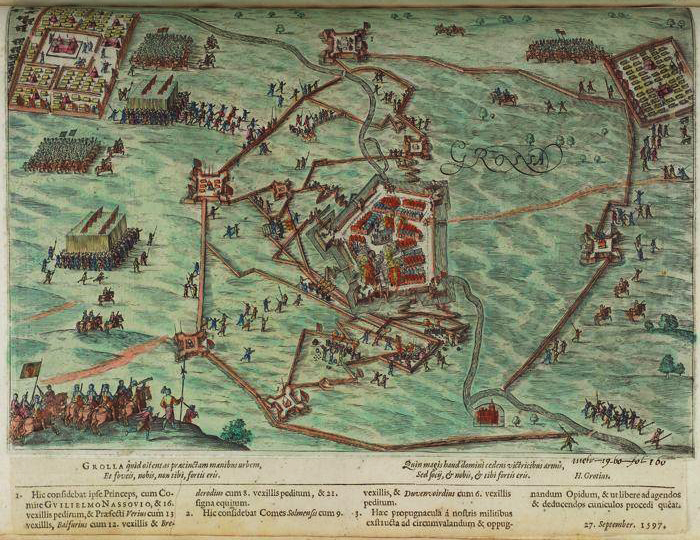
Het Beleg van Groenlo in 1597. Uit de Spieghel ofte afbeeldinghe der Nederlandtsche Geschiedenissen, 1613.

#### In Staatse dienst
Verhoudingsgewijs laat, namelijk pas in 1592, betrad Johan het Nederlandse oorlogstoneel. Daar woonde hij de belegeringen van o.a. Steenwijk en Coevorden bij. Met prins Maurits had hij eerder een band als broer dan als neef, omdat zij hun jeugd samen hadden doorgebracht in Dillenburg en Siegen. Toen Johan hem en zijn broer Willem Lodewijk zijn aantekeningen met zijn gedachten over een militaire opleiding liet zien, werd dat ‘nun wol im anfang ein solches veracht und für Superfluum gehalten’. Spoedig echter moest Maurits inzien dat de Ausschußmänner uit het graafschap Nassau-Siegen en de gelijk opgeleide boeren uit het Westerwald beter waren dan de Nederlandse soldaten. Onmiddellijk werd de aanpak van Johan in alle garnizoenen van de verenigde provincies ingevoerd. Een nieuw type mortier dat door Johan was uitgevonden, samen met de bijbehorende brandkogels, die hij beide in Siegen had laten gieten, werd in 1597 uitgeprobeerd bij het beleg van Groenlo en had een verwoestend effect.

#### Militair theoreticus
Johan zette zijn gedachten op papier wanneer ze bij hem opkwamen: onder de titels Observationes, Landesrettungswerk, Memorial, Discours, enz. Samen vormen zij een Kriegsbuch dat alle militaire kennis van die tijd weerspiegelt, maar vooral een schat aan geheel nieuwe ideeën bevat, van de kunst van grote vestingwerken tot de meest voordelige inrichting van een ‘geheime kamer’. Zijn militaire geschriften legden de grondslag voor de overmacht van het Staatse leger en vormden zo een essentiële bijdrage tot de overwinning. Ze werden in 1973 opnieuw uitgegeven. Johan was een van de belangrijkste militaire theoretici uit zijn tijd en zijn reputatie reikte tot ver buiten de grenzen van het Heilige Roomse Rijk.

#### Opperbevelhebber van het Zweedse leger
Op het grote operatieterrein van de contrareformatie had koning Sigismund III, de katholieke Wasa, Polen en Zweden in zijn hand verenigd. Diens oom, de calvinistische hertog Karel van Södermanland leidde de oppositie tegen Sigismund. Johan vond het een zaak voor protestanten om Karel te ondersteunen. Daarom reisde hij, met toestemming van de Wetterauer Grafenverein, naar het strijdtoneel in Lijfland. Eerst bezocht hij echter zijn broer Willem Lodewijk in Friesland, en pas toen ook deze het plan goedkeurde en Johan Nassau onder de hoede van zijn broer wist, begaf hij zich naar Karel, die hij op 16 juli 1601 in Pernau ontmoette. Karel bood Johan onmiddellijk het opperbevel aan, dat hij ‘trotz der geringen Lusten’ aannam, maar slechts voor de duur van drie maanden, want het Zweedse leger verkeerde in een meer dan slechte staat. Het voetvolk bijvoorbeeld was zo miserabel bewapend, dat Johan karren met spijkers erop bedacht en onmiddellijk liet maken, die voor de infanterie uit werden voortgeduwd en een grote bescherming tegen de aanvallende cavalerie bewezen te zijn. Dergelijke spijkerkarren werden decennialang bewaard in het arsenaal van Siegen.
Na drie maanden, waarin Johan verschillende schermutselingen had gewonnen en veel materiaal van de Polen had buitgemaakt, maar het beleg van Riga niet tot een goed einde had kunnen brengen, smeekte Karel hem om in Lijfland te blijven en het opperbevel te blijven voeren. Johan liet zich overhalen. Onmiddellijk daarna brak zo'n felle koude uit dat binnen zes weken 40.000 mensen doodvroren en verhongerden, waaronder 4500 van de 6000 voetsoldaten uit Nassau. En weer, na drie maanden, werd Johan overgehaald om te blijven. Toen werden echter door eerst de invallende dooi en daarna een muiterij alle militaire operaties tenietgedaan. Johan schreef tevergeefs om geld te krijgen om de troepen te betalen. Hij had zijn kettingen en juwelen al lang verpand voor soldij. Uiteindelijk nam hij echt afscheid. Karel stelde voor de reis naar Lübeck een Zweeds oorlogsschip ter beschikking, dat wegens hevige stormen lange tijd op Bornholm moest blijven. Johans soldij van 18.000 gulden was 29 jaar later nog steeds niet door de Zweden betaald.
En toch had de zware noordse reis Johan iets goeds gebracht. Hij ontmoette de jongste dochter van hertog Johan van Sleeswijk-Holstein-Sonderburg (een broer van koning Frederik II van Denemarken) en trouwde in 1603 met haar, hoewel hij al een zoon had die een jaar ouder was dan deze Margaretha. Johans eerste vrouw was al in 1599 overleden.

#### In dienst van de Palts
In 1599 bood keurvorst Frederik IV van de Palts Johan het ambt van kolonel-generaal aan om de landverdediging te reorganiseren. In 1610 was Johan aanvoerder van de unietroepen van de Palts.
Toen de Opper-Palts (waar zijn moeder vandaan kwam) bedreigd werd, was het feit dat Johan met dertien vaandels ruiterij en zes vaandels voetvolk klaarstond op de Neidenauer Heide voldoende om de vijand, het Passau-Leopoldinische volk, van een aanval af te houden. Na dit korte optreden in de Opper-Palts bereidde de stad Neurenberg hem een ontvangst ‘wie sonst nicht leichthin geschieht und nur Wenigen widerfährt’.
In 1621 organiseerde hij de landverdediging van de Palts tegen de Spanjaarden onder Ambrogio Spinola. De Spaanse druk op Nassau dwong hem echter tot voortijdige terugtrekking en liet zo zijn levenswerk mislukken.

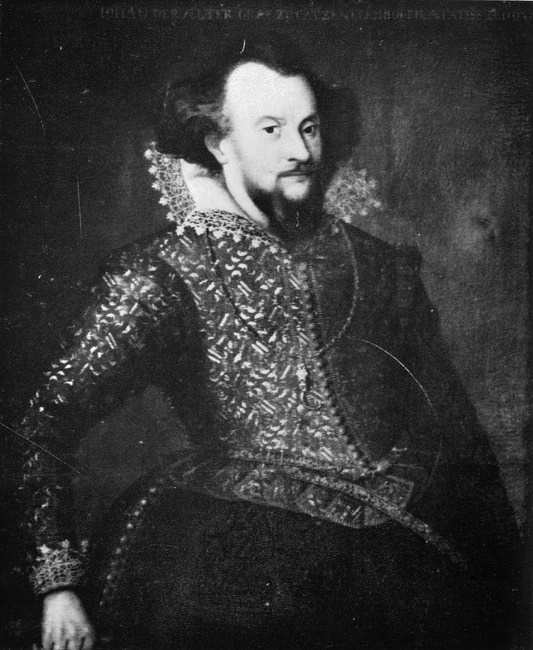
Graaf Johan VII van Nassau-Siegen. Anoniem portret, 1611, Siegerlandmuseum, Siegen.

### Voorvechter van de protestantse eenheid

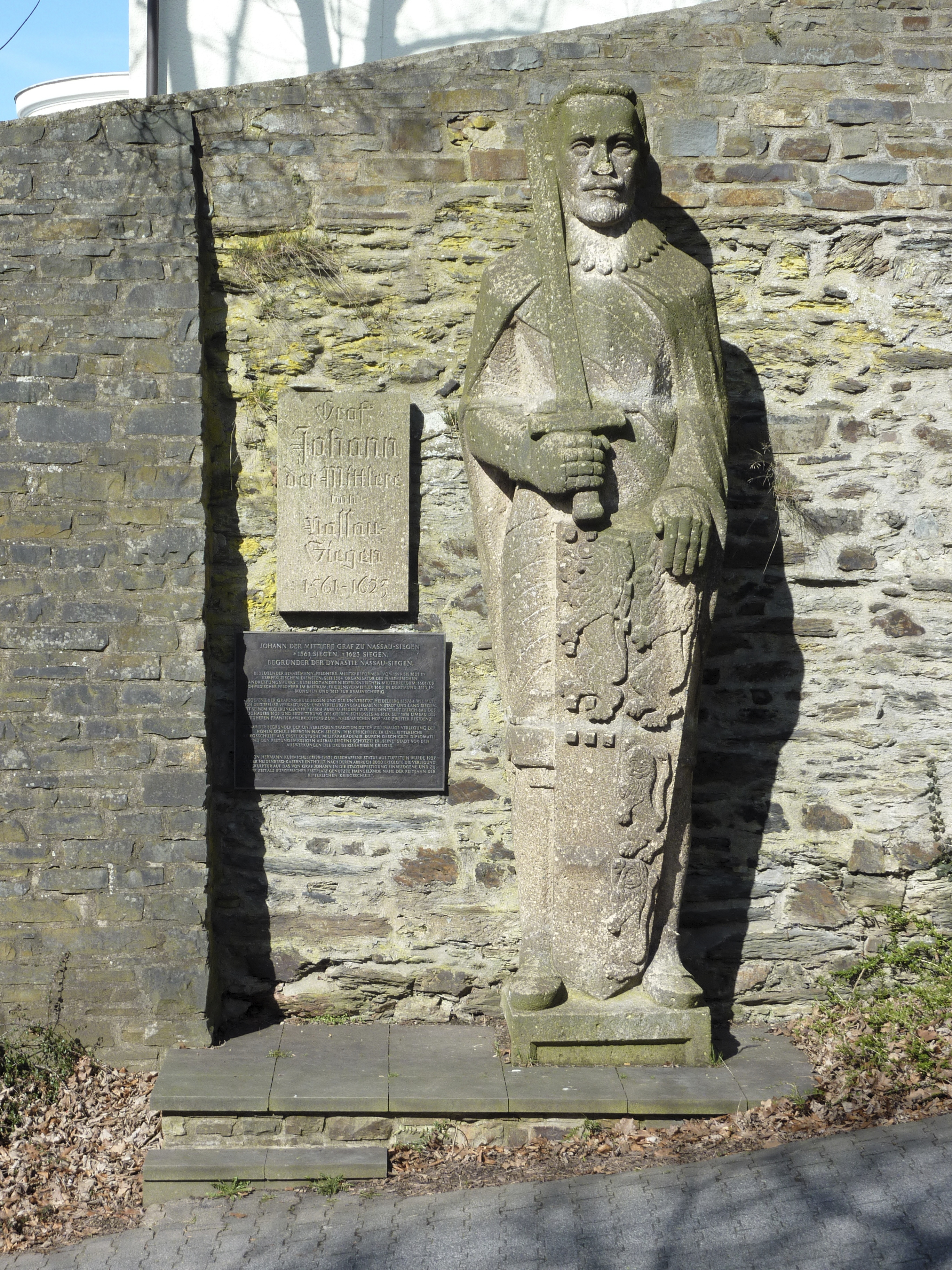
Monument en gedenkplaten voor graaf Johan VII ‘de Middelste’ van Nassau-Siegen aan de binnenzijde van de westelijke kasteelmuur van Slot Siegen. Sculptuur van tufsteen, Hermann Kuhmichel, 1937.

Johan was een voorvechter van protestantse politieke eenheid tegen de krachten van de contrareformatie. Hij bereikte echter zelden een grotere politieke invloed. Daarvoor ontbrak het hem ondanks hoge intelligentie, ijver en behendigheid aan het nodige doorzettingsvermogen. De omvang van de ambitieuze politieke plannen van Johan en in welke macht van een protestantse unie, zoals hij zich die voorstelde, hij geloofde, blijkt het best uit het feit dat hij in 1598 serieus het idee wilde uitdragen om zijn neef Maurits van Nassau tot Duits koning te laten kiezen.
Een van de leidende protestantse figuren van die tijd was vorst Christiaan I van Anhalt-Bernburg, die evenals Johan streefde naar een groot protestants bondgenootschap tegen de Habsburgers. Maar keizer Rudolf II probeerde Christiaan met beloften te lokken. Dat Christiaan daarvoor niet bezweek, maar in het protestantse kamp bleef, beschouwden beiden als verdienste van Johan. Christiaan en Johan werden goede vrienden. Hun gemeenschappelijke doel was keurvorst Joachim Frederik van Brandenburg voor de protestantse zaak te winnen, en daartoe wilden zij hem helpen bij het verwerven van het betwiste hertogdom Gulik-Kleef-Berg. Landgraaf Maurits van Hessen-Kassel voegde zich als derde bij hen, en in 1603 trouwde die met Juliana, de 16-jarige dochter van Johan.
Op 25 maart 1609 overleed hertog Johan Willem van Gulik-Kleef-Berg kinderloos. Zijn erfenis werd geclaimd door Palts-Neuburg, Brandenburg, Saksen en Palts-Zweibrücken. De eerste twee kandidaten waren protestants, de andere twee katholiek. Johan, die altijd uit was op de eenheid van het protestantse kamp, wilde koste wat kost een oorlog tussen Brandenburg en Palts-Neuburg vermijden, en hij slaagde erin tijdens voorbereidende onderhandelingen in Siegen en op 10 juni 1609 in Dortmund een overeenkomst te bereiken tussen paltsgraaf Wolfgang Willem van Neuburg en keurvorst Johan Sigismund van Brandenburg over een gemeenschappelijke gedragslijn. Beiden vroegen Johan het opperbevel over hun troepen op zich te nemen, voor het geval het erfenisgeschil niet zonder wapengeweld kon worden opgelost. De Landesrettungsverein van de Wetterau benoemde hem tot kolonel, omdat alle opgeleide jonge edelen in buitenlandse dienst waren. Als bemiddelaar zette Johan succesvol de erfenis van zijn grootvader Willem ‘de Rijke’ voort.
In september van 1610 onderhandelde Johan als gezant van de protestantse standen met de leider van de Katholieke Liga, hertog Maximiliaan I van Beieren, waarbij ze een voor beide partijen bevredigende overeenkomst sloten. In 1615 bemiddelde hij in Brunswijk een overeenkomst tussen de stad en hertog Frederik Ulrich van Brunswijk-Wolfenbüttel.
Toen de jonge keurvorst Frederik V van de Palts door de protestantse standen werd aangespoord de Boheemse koningskroon te aanvaarden, deed hij dit na uitvoerig overleg met Christiaan I van Anhalt-Bernburg en Johan. En terwijl Frederik naar Bohemen ging om die ene winter te regeren (waarnaar hij later ‘de Winterkoning’ werd genoemd), bracht Johan de Palts in staat van verdediging. Johan kreeg ook de opdracht om plannen te maken voor de versterking van de Rijn van Bonn tot Rheinberg, om de vesting van Düsseldorf te moderniseren en om een systeem van vestingwerken voor de Ruhr, de Eems en de Lippe te ontwerpen. Hij moest de landsverdediging voor Berg, Mark en Kleef voorbereiden, nadat hij het ambt van veldmaarschalk in Gulikse dienst had geweigerd.

### Graaf van Nassau-Siegen
Bij het overlijden van zijn vader op 8 oktober 1606 volgde Johan zijn vader op samen met zijn broers Willem Lodewijk, George, Ernst Casimir en Johan Lodewijk. Op 30 maart 1607 deelden de broers hun bezittingen, waarbij Johan Siegen, Freudenberg, Netphen, Hilchenbach, Ferndorf en het Haingericht verkreeg. Ook sloten de broers toen een erfverdrag. Bij deze overeenkomst werd het de erfgenamen van de broers uitdrukkelijk verboden over te gaan naar een ander geloof dan de gereformeerde belijdenis. Sinds de verdeling had Johan zijn residentie op Slot Siegen, dat rond die tijd door hem vernieuwd werd.
De zonen uit zijn eerste huwelijk bezorgden Johan veel en grote zorgen. Zowel Johan Ernst en Adolf in Den Haag als Johan ‘de Jongere’ in Kassel hadden de reputatie gokkers te zijn en een volstrekt ongepaste pracht en praal in hun kleding en voorkomen te vertonen. Johan schreef deze jonge graven brieven vol vaderlijke vermaningen, waarin hij hen aanmaande zuinig te zijn, omdat hij niet wist wat hij met zijn zorgen en schulden aan moest. In een brief van 8 december 1608 beschouwde hij zelfs het sneuvelen van zijn zoon Adolf als straf van God en vermaande hij beide anderen, die met ‘einem ärgerlichen Leben mit Verschwendung fast allem, was ich in der Welt habe, durch Ehebrechen und Hurerei, Plünderung und Beraubung armer, unschuldiger Leute hoch und niederen Standen’ het graafschap Nassau-Siegen ruïneerden, om een ander, beter, en de naam Nassau waardig, leven te leiden.
In 1610 nam Johan als vertegenwoordiger van het gehele Huis Nassau en de Wetterauer Grafenverein deel aan de vorstendag in Schwäbisch Hall. Met zijn broer George en zijn twee zonen Johan Ernst en Johan ‘de Jongere’ reed Johan ‘de Middelste’ in 1612 naar Frankfurt voor de kroning van rooms-koning Matthias, die hij als woordvoerder van het Huis Nassau en vele andere graven feliciteerde. Het was aan hem om als eerste een stuk van het gebraden rund voor de Römer af te snijden en het naar de koninklijke tafel te brengen.
Met zijn broers sloot hij in 1611 en 1613 nieuwe erfverdragen. Opmerkelijk is het huisverdrag met zijn broer George uit 1618 over zijn niet vorderen van het deel van Nassau-Dillenburg dat hem rechtens toekwam. Ook sloot hij in 1619 met broers een overeenkomst over de voorschotten die vroeger aan de Willem van Oranje waren betaald. Tot slot sloten de broers een overeenkomst over de verdeling van de landen die na het overlijden van Willem Lodewijk van Nassau-Dillenburg waren vrijgekomen en de schulden die daaraan verbonden waren.
Na het uitbreken van de vijandelijkheden in de Dertigjarige Oorlog bleef hij aanvankelijk trouw aan zijn oude, langdurige band met de Palts, en bleef hij achter als opperbevelhebber van de in de Palts staande troepen. Op deze wijze bracht hij, bij de nadering van de keizerlijke troepen en die van de Katholieke Liga, zijn eigen land in groot gevaar, en toch waren er de meest dringende verzoeken van zijn broers voor nodig om hem er eindelijk toe te brengen, met bezwaard hart, de zaak van zijn vriend te verlaten en naar Siegen terug te keren, waar hij zich vervolgens, krijgshaftig en bekwaam als hij was, ijverig wijdde aan alle voorbereidingen ter bescherming van stad en land.

#### Stichting van deKriegsschule
Johans idee om de protestantse zaak goede leiders van een volksleger te geven, was de reden voor de in 1616 in Siegen gestichte Kriegsschule, waarschijnlijk de eerste militaire academie ter wereld. De vorsten die Johan om financiële hulp vroeg, gaven hem geen stuiver. Maar ondanks dat hij door het steunen van de Nederlandse Opstand zo in de schulden zat dat hij een tijdlang overwoog zijn residentie in Siegen op te geven en bij zijn broer Willem Lodewijk te gaan wonen, richtte hij niettemin de school op. Zijn vrouw Margaretha schreef in die tijd een brief aan koning Christiaan IV van Denemarken, waarin ze vroeg om de betaling van een oude schuld. Mogelijk heeft Deens geld gediend om de Kriegsschule te openen. De Dertigjarige Oorlog brak echter zo vroeg uit dat de Kriegsschule in Siegen geen effect kon sorteren en spoedig ophield te bestaan.
Een merkwaardig speling van het lot maakte het echter mogelijk dat twee nakomelingen van Johan in het buitenland voltooiden wat hem niet vergund was te voltooien. Graaf Willem van Schaumburg-Lippe stichtte de beroemde Portugese oorlog- en artillerieschool en in Schaumburg-Lippe de oorlogsschool voor artillerie en genie (wiens beroemdste leerling Gerhard von Scharnhorst was). De andere afstammeling van Johan was Friedrich Wilhelm von Steuben, de organisator van het Amerikaanse leger en een belangrijke helper van George Washington.

#### Regeling van de opvolging bij testamenten van 1607, 1618 en 1621
Toen Johan in 1607 het graafschap Nassau-Siegen had gekregen, besloot hij dat zo’n klein land (het had ongeveer 9.000 inwoners en bracht jaarlijks ongeveer 13.000 gulden op) niet opnieuw verdeeld moest worden. Om dat te voorkomen had hij een testament gemaakt, waarin stond dat alleen de oudste zoon zou regeren, en de andere kinderen met geld of ambten moesten worden gecompenseerd. Als een van de meest overtuigde voorvechters van het protestantisme, was het voor Johan bijzonder pijnlijk dat zijn tweede zoon, Johan ‘de Jongere’, zich in 1613 bekeerde tot de katholieke kerk. De briefwisseling tussen vader en zoon is pijnlijk om te lezen. Deze daad van zijn zoon overschaduwde de laatste levensjaren van Johan en bezorgde hem grote zorgen. In een codicil van 8 oktober 1613 legde hij uitdrukkelijk vast dat zijn erfgenamen het land in de gereformeerde belijdenis moesten laten. Aan dit bij testament vastgestelde huisrecht veranderde de bekering van Johan ‘de Jongere’ tot het katholicisme aanvankelijk niets, omdat hij niet de oudste zoon was. Dat was namelijk Johan Ernst.
Tot grote verrassing van zijn verwanten trad Johan ‘de Jongere’ in 1617 in dienst bij de Spanjaarden en sloot zich dus aan bij de tegenstanders van het Huis van Nassau en de Republiek der Verenigde Nederlanden. In hetzelfde jaar sneuvelde zijn oudere broer Johan Ernst in dienst van de Republiek Venetië. De overgang van Johan ‘de Jongere’ naar de politieke vijand trof zijn vader even hard als destijds de bekering tot het katholicisme. Deze nieuwe situatie dwong Johan zich af te vragen of een vijand van Nassau en de Nederlanden überhaupt zijn erfgenaam kon blijven. Op 15 november 1617 verklaarde Johan zijn testament van 8 april 1607 voor ongeldig. Afschaffing van de primogenituur, d.w.z. het eerstgeboorterecht, zou echter een verdeling van het kleine land hebben betekend, en daarom verzette Johan zich tegen alle voorstellen in die richting. In plaats daarvan liet hij, in een minnelijke overeenkomst, zijn zoon op 31 december 1617 een verklaring ondertekenen, waarin deze verklaarde dat, hoewel hij zelf katholiek was en bleef, hij zijn onderdanen niet tot een andere dan de bestaande geloofsbelijdenis zou dwingen. Al zijn broers raadden Johan ‘de Middelste’ aan het eerstgeboorterecht te wijzigen, maar hij vertrouwde vast op het woord, de brief en het zegel van zijn zoon, die hij ondanks alles liefhad, zoals deze met liefde en eerbied aan zijn vader hing. Het kwetste hen beiden dat zij elkaar pijn moesten doen omwille van het verschil in hun geloofsovertuiging. Op 22 december 1618 stelde Johan een tweede testament op, dat de bovengenoemde toezeggingen van zijn zoon als voorwaarde had en nog steeds vasthield aan het eerstgeboorterecht. Hij stelde echter op de invoering van het ‘papendom’ de straf van onterving. Daarbij ging hij er uitdrukkelijk van uit dat de Nederlandse tak van het Huis Nassau hem te hulp zou schieten, zoals zijn vader destijds Willem van Oranje te hulp was geschoten. Hij heeft zich daarom herhaaldelijk tot zijn neef Maurits van Oranje gewend om van hem de verzekering van bijstand te verkrijgen voor het geval dat zijn zoon zijn woord niet zou houden en in het Siegerland geweld zou gebruiken met de hulp van Spaanse of keizerlijke troepen. Maar Maurits en de Staten-Generaal toonden zich totaal niet geïnteresseerd in wat er in het kleine Nassau-Siegen gebeurde. Dit was een bittere teleurstelling voor Johan, hoewel hij aan de andere kant besefte dat de Nederlanden niet overal konden ingrijpen en zelf al problemen genoeg had. Een tijdlang heeft hij zelfs overwogen een Nederlands garnizoen in de stad Siegen te laten leggen.
Waarom Johan toch een diep wantrouwen tegen zijn zoon koesterde, ondanks diens bevestigingen, kunnen niet meer volledig opgehelderd worden. Misschien omdat Johan ‘de Jongere’ overal luidkeels verkondigde dat geen macht ter wereld hem kon beletten de erfenis in Nassau-Siegen te aanvaarden, omdat de macht van de keizer en de koning van Spanje achter hem stond. Misschien kende Johan ook de invloed van de familie de Ligne en de katholieke geestelijkheid op zijn zoon. Het is zeker dat dergelijke geruchten van alle kanten aan hem werden overgebracht, en dat zijn verwanten en andere protestantse standen hem keer op keer voor zijn zoon waarschuwden. Pas toen hij ervan overtuigd was geraakt dat zijn zoon onder invloed van de jezuïeten stond en dat de mogelijkheid van een katholiek gebied binnen de Nassause landen een gevaar voor de protestantse inwoners betekende, liet hij zich overhalen tot het maken van een nieuw testament. Op 3 juli 1621 stelde hij een derde testament op, waarin hij iets vastlegde dat hij tot dan toe altijd als volslagen onzinnig had beschouwd, namelijk om het kleine graafschap Nassau-Siegen, dat nauwelijks in staat was om één heer te onderhouden, in drie delen te splitsen. Het was een pure wanhoopsdaad. Zijn drie oudste zoons, Johan ‘de Jongere’, Willem en Johan Maurits, zouden elk een derde deel krijgen. De bevolking van het deel dat toen aan Johan ‘de Jongere’ toekwam, is ook nu nog overwegend katholiek, en dit gebied wordt in de volksmond Johannland genoemd. Het bestuur van de stad Siegen zou gemeenschappelijk voor de drie zoons blijven.
Voor Johan ‘de Jongere’ was in het derde testament dus slechts een derde van het graafschap voorzien. Op 6 augustus 1621 werd hij hiervan op de hoogte gesteld met een nauwkeurige opgave van de redenen die zijn vader tot deze stap hadden bewogen. Pas op 9 mei 1623, dat wil zeggen twee jaar later, protesteerde Johan ‘de Jongere’ hiertegen met een brief vanuit Frankfurt aan de raadsheren van Siegen. Natuurlijk had hij intussen niet stilgezeten en had hij niet geschroomd om zijn vader bij de keizer aan te klagen. Ten tijde van zijn protestbrief was hij zeker al op de hoogte van het Poenale mandatum cassatorium, dat keizer Ferdinand II enige tijd later, op 27 juni 1623, officieel uitvaardigde en waarmee Johan ‘de Middelste’ meegedeeld werd dat hij ten tijde van het opmaken van zijn derde testament als medestrijder van de vogelvrij verklaarde Winterkoning niet gerechtigd was een testament op te maken. Hij moest dit testament dus intrekken en zich binnen twee maanden voor een keizerlijk gerechtshof verantwoorden. Het heeft er alle schijn van dat Johan ‘de Jongere’ er daarna voor teruggeschrokken is het keizerlijk decreet aan zijn ernstig zieke vader te laten bezorgen.

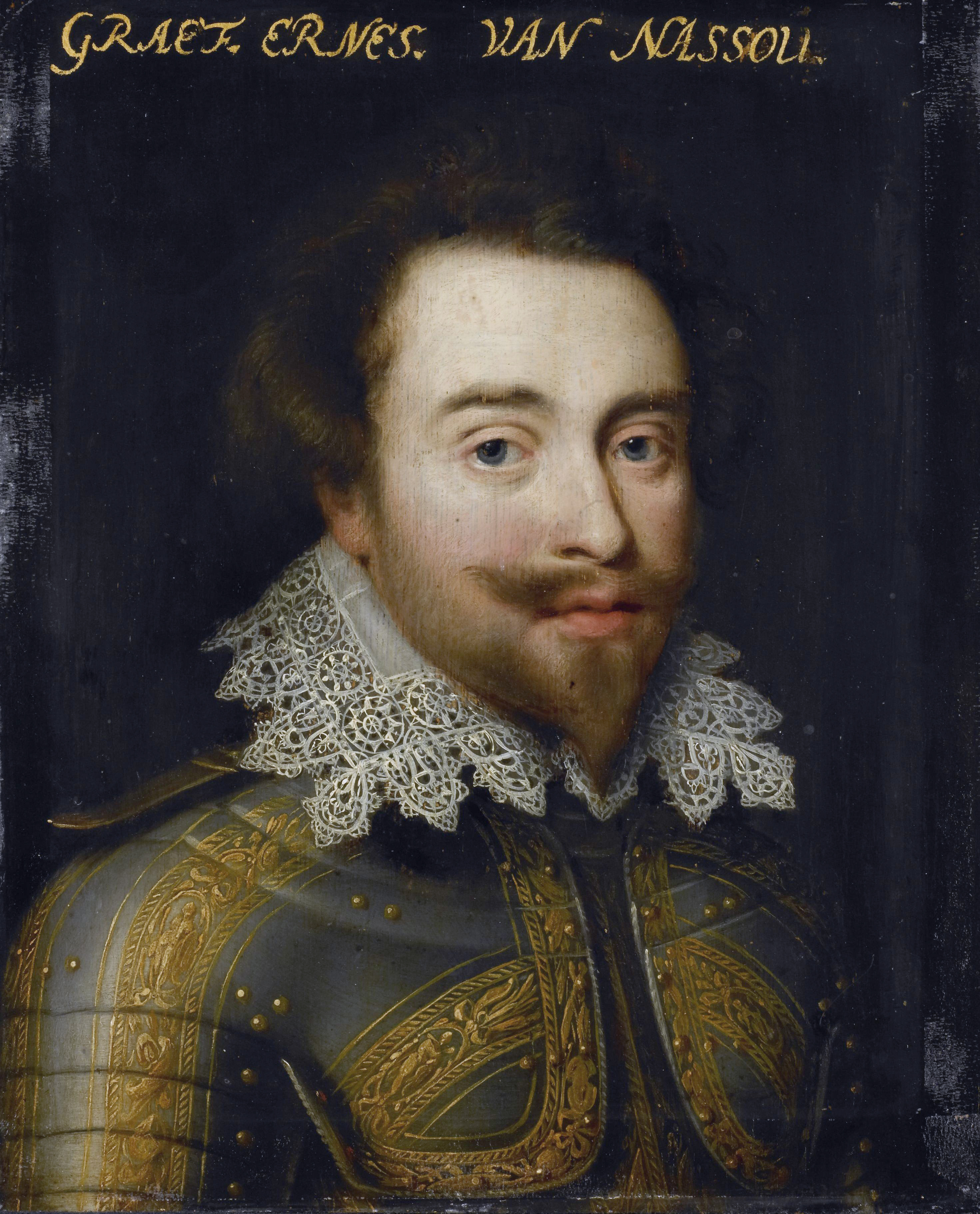
Graaf Johan Ernst van Nassau-Siegen (1582-1617).
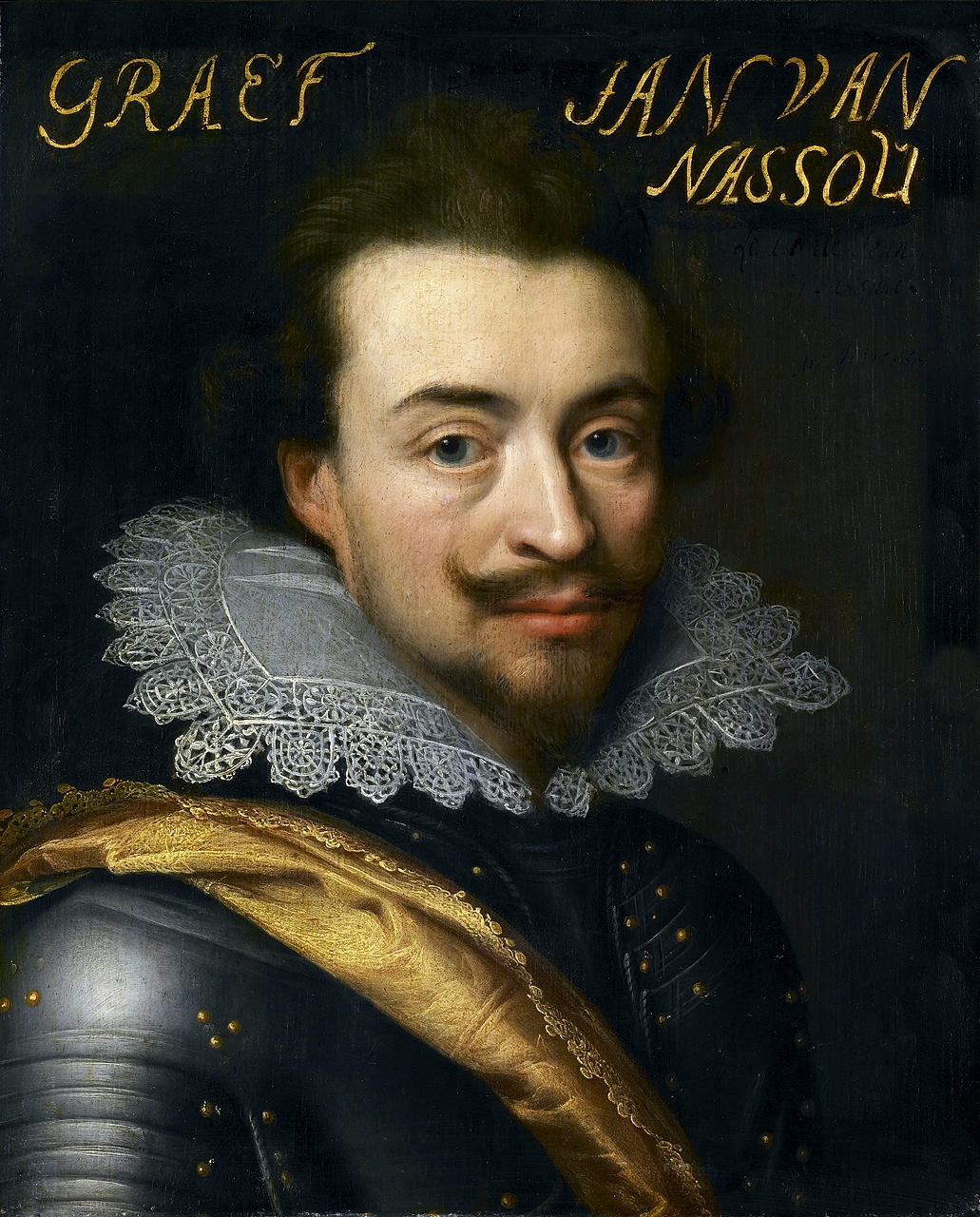
Graaf Johan VIII ‘de Jongere’ van Nassau-Siegen (1583-1638).
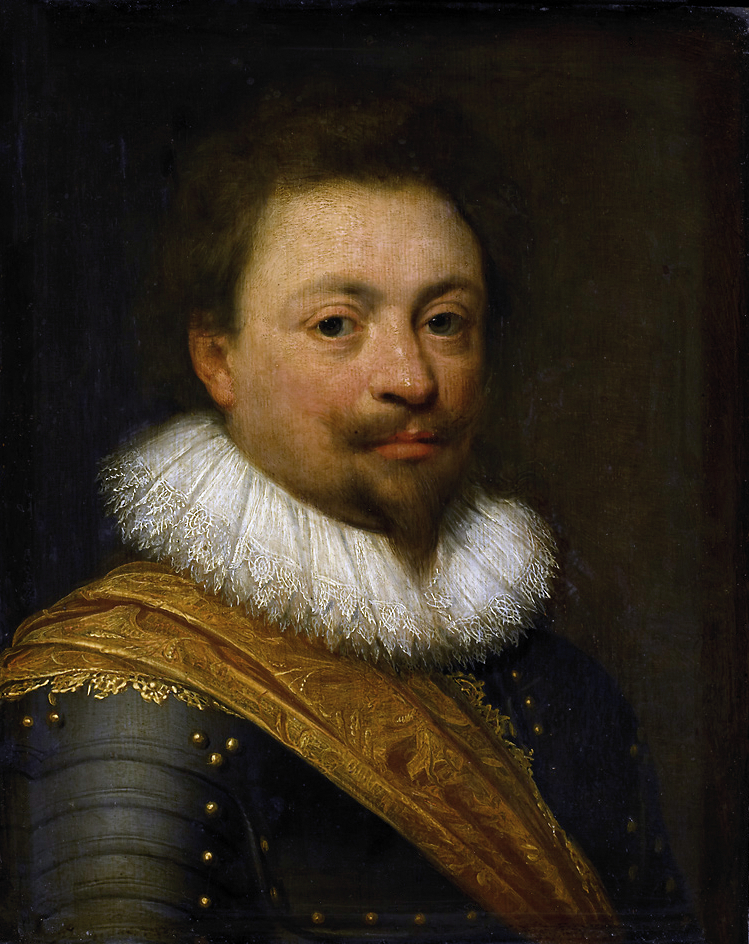
Graaf Willem van Nassau-Siegen (1592-1642).

### Overlijden, begrafenis en herbegrafenis
Johan overleed op 27 september 1623 op Slot Siegen. Geen van de drie in het testament genoemde zoons was bij het overlijden van hun vader aanwezig. Op 13 oktober arriveerden Willem en Johan Maurits in Siegen, en op 26 oktober Johan ‘de Jongere’.
Johan had voor de door hem gestichte dynastie de bouw van een waardige begraafplaats in de Nicolaaskerk in Siegen gepland. Hiervoor bestaan opmerkelijke aantekeningen in het Latijn, deels in elegische verzen, voor een geprojecteerd gedenkteken en begraafplaats van de landsheerlijke familie uit de tijd rond 1620 met de naamgeving van alle 25 kinderen uit zijn twee huwelijken, met ook details over geboorte, huwelijk en overlijden van zijn familieleden. Aangezien het project niet werd uitgevoerd, vonden de begrafenissen van de leden van de familie tussen 1607 en 1658 plaats in de ontoereikende grafkelder onder het koor van de genoemde parochiekerk. Johan ‘de Middelste’ werd op 5/15 november 1623 begraven in de Nicolaaskerk in Siegen. Georgius Remus schreef een Leichenpredigt voor Johan die in 1624 in Herborn werd uitgegeven.
Johan werd op 29 april 1690 samen met zijn beide echtgenotes herbegraven in de Fürstengruft in Siegen.

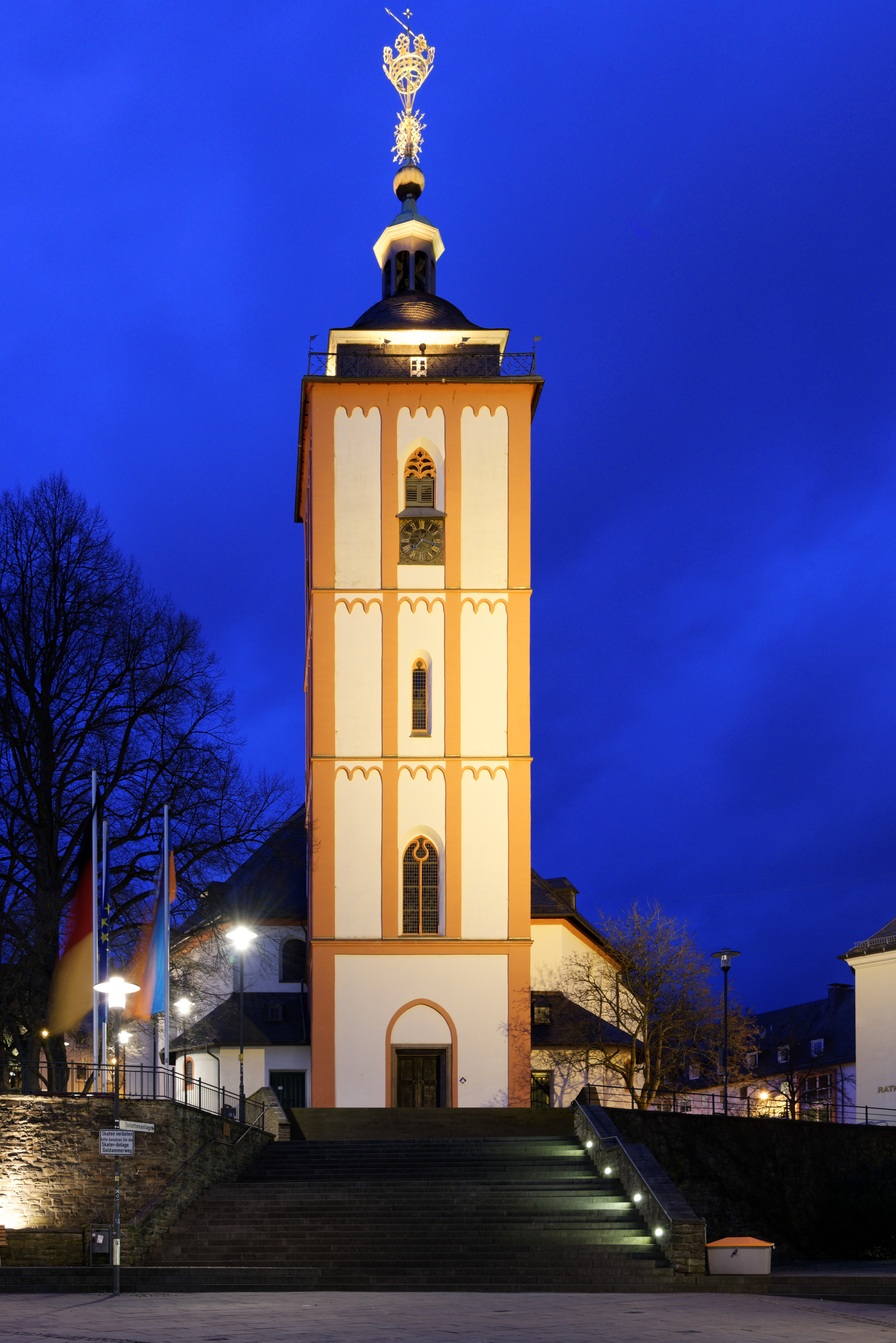
De Nicolaaskerk in Siegen in 2016.
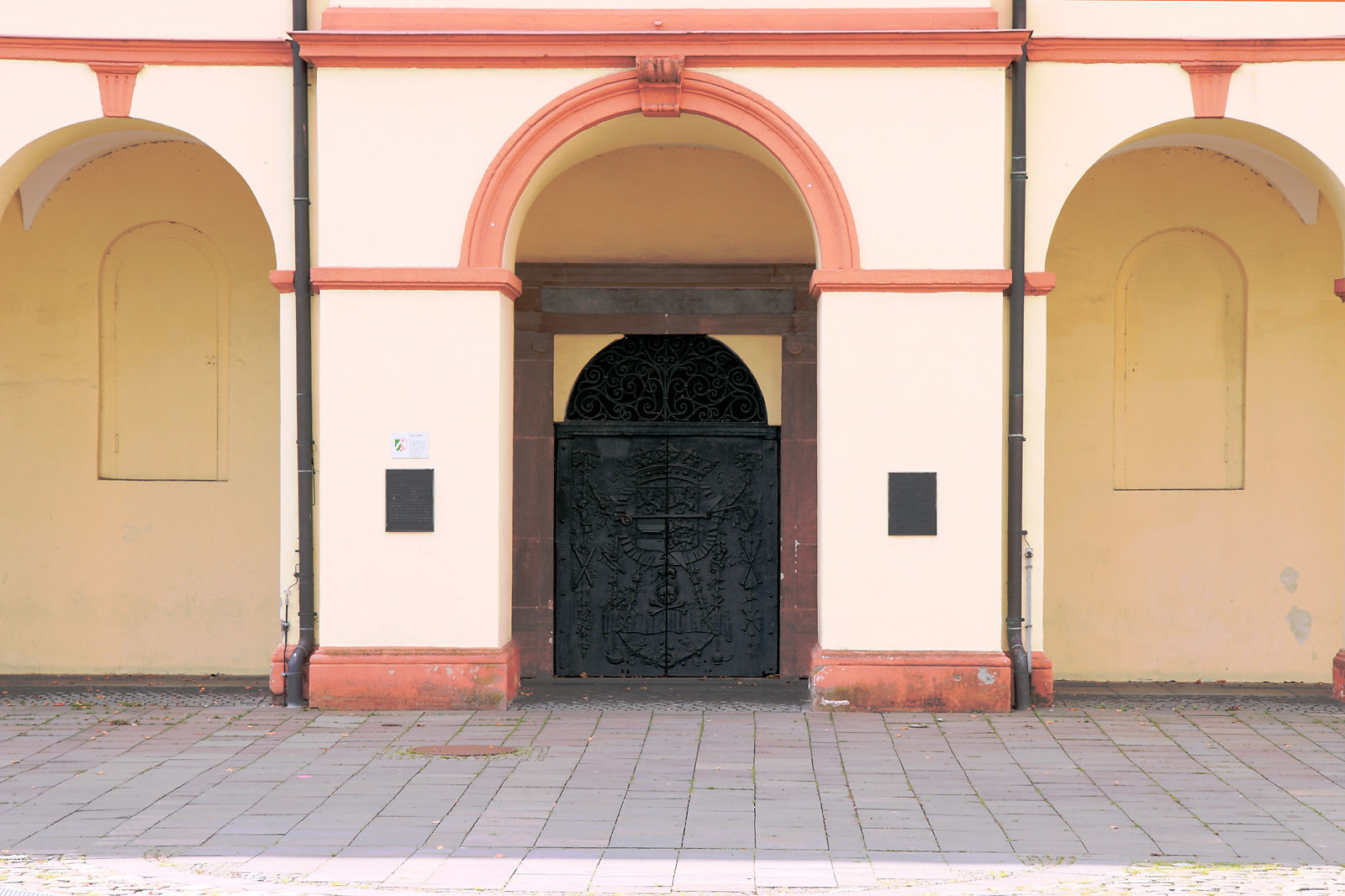
De ingang van de Fürstengruft in Siegen in 2009.

### Strijd om de opvolging
Iedereen wist dat er ruzie zou komen bij de voorlezing van het testament op 11 december 1623. Johan ‘de Jongere’ liet het keizerlijke decreet voorlezen, en toen zijn broers daar niet erg van onder de indruk waren, zei hij bij het opstaan: ‘Der Kaiser wird uns scheiden!’. Hij had de voorzorg genomen om een volgend keizerlijk decreet van 20 november 1623 te verkrijgen tegen gravin-weduwe Margaretha en haar zoons, waarin de keizer ten strengste verbood om Johans regeringsaanvaarding, zijn inbezitneming van het land en zijn huldiging te belemmeren. Johan ‘de Jongere’ kon op 12 januari 1624 de huldiging van de stad Siegen aanvaarden, maar alleen omdat hij tevoren in een hevige sneeuwstorm heimelijk een eskadron geselecteerde ruiters door de kasteelpoort (dus niet door een stadspoort) de stad had binnengelaten, zodat zij door de stadswachten niet gezien of gehoord konden worden.
Johan ‘de Jongere’ kreeg dus de hele erfenis. Maar op 13/23 januari 1624 stond hij vrijwillig de soevereiniteit over het ambt Hilchenbach met de Burcht Ginsburg en enkele plaatsen die tot de ambten Ferndorf en Netphen behoorden, aan Willem af. Voortaan had het graafschap Nassau-Siegen, tot 1645, twee regeringen, de ene in Siegen, de andere in Hilchenbach. Voor een korte periode (1632–1635) onderging deze situatie echter een tijdelijke verandering: tijdens de Dertigjarige Oorlog kwamen zijn broers, die aan protestantse zijde vochten, in opstand tegen Johan ‘de Jongere’.
Graaf Lodewijk Hendrik van Nassau-Dillenburg trad op 1 december 1631 in dienst van koning Gustaaf II Adolf van Zweden, die op 24 juni 1630 in Duitsland was geland om ten gunste van de protestanten in te grijpen in de Dertigjarige Oorlog. Gravin-weduwe Margaretha wendde zich door bemiddeling van Lodewijk Hendrik tot Gustaaf Adolf en vroeg om hulp tegen de machinaties van haar stiefzoon Johan ‘de Jongere’. Bijgevolg zond de Zweedse koning op 14 februari 1632 vanuit Frankfurt een bevel aan Lodewijk Hendrik om zijn verwant Johan Maurits militaire steun te verlenen. Lodewijk Hendrik bezette toen de stad Siegen met zijn regiment bestaande uit Nederlandse en Zweedse soldaten. Een dag later, op 29 februari, arriveerden Johan Maurits en zijn broer Hendrik in Siegen. Zoals acht jaar eerder Johan ‘de Jongere’ zijn ruiterij in reserve had gehouden, zo onderhandelden nu Johan Maurits en Hendrik, gesteund door de aanwezigheid van het Zweedse regiment, met de burgers, die zich gebonden voelden door de eed die zij aan Johan ‘de Jongere’ hadden gezworen. Op 4 maart, na lange en moeizame onderhandelingen, huldigden de burgers Johan Maurits en Hendrik. Johan Maurits verkreeg voor zichzelf niet alleen het ambt Freudenberg, dat zijn vader in het testament van 1621 voor hem bestemd had, maar ook Netphen, dat in hetzelfde testament voor Johan ‘de Jongere’ bestemd was. Willem werd niet alleen bevestigd in het bezit van Hilchenbach, maar kreeg ook Ferndorf en Krombach, zoals het testament van zijn vader had bepaald. De stad Siegen bracht alleen hulde aan Willem en Johan Maurits, die pas in 1635 hun oudere broer Johan ‘de Jongere’ weer tot de mede-soevereiniteit toelieten. Deze herstelde echter spoedig de oude orde: in 1636 werd hij opnieuw de enige eigenaar van de bezittingen van zijn vader, met uitzondering van Hilchenbach, dat hij aan Willem liet, en bestuurde hij de stad Siegen weer alleen. Johan Maurits werd opnieuw uitgesloten van de soevereiniteit over het graafschap. In 1642 erfde hij echter het grondgebied van zijn broer Willem, overeenkomstig het testament van zijn vader.
Johan ‘de Jongere’ overleed op 27 juli 1638 in Ronse. Zijn enige zoon Johan Frans Desideratus werd op 28 juli 1627 in Nozeroy geboren. Die stond tot zijn huwelijk in 1651 onder regentschap van zijn moeder. Hij deed verschillende pogingen om het gehele Siegerland te verkrijgen. In 1646 bezocht hij de keizer in Wenen om te protesteren tegen de inbezitneming van het graafschap door zijn oom Johan Maurits. Die had, na zijn terugkeer uit Brazilië, op 22 januari 1645 met zijn broers George Frederik en Hendrik en met 80 man gevolg met geweld Slot Siegen bezet, en had op 15 februari de hernieuwde huldiging van de burgers ontvangen, zij het ditmaal slechts voor twee derde van het graafschap. Johan Maurits wilde zich, om een einde te maken aan het voortdurende geruzie, strikt houden aan het testament van zijn vader uit 1621 en zijn neef Johan Frans Desideratus het hem toekomende derde deel laten. Reeds voor zijn vertrek naar Brazilië had hij zijn onderdanen op 25 oktober 1635 uitdrukkelijk gemachtigd de toen nog levende Johan ‘de Jongere’ als medelandsheer te erkennen. In 1645 deed Johan Maurits afstand van zijn rechten op het ambt Freudenberg, verleend bij het testament uit 1621, ten gunste van zijn broer George Frederik. Johan Frans Desideratus had in Wenen bij de keizer geen succes, en twee jaar later bekrachtigde keizer Ferdinand III tijdens het Congres van Westfalen het zo heftig betwiste testament van Johan ‘de Middelste’ uit 1621. Daarmee bleef voor Johan Frans Desideratus alleen het katholieke derde deel over, dat nu nog bekend staat als Johannland. De beide andere derde delen verenigde Johan Maurits in zijn hand, omdat zijn broer Willem al was overleden en hem zijn derde deel had nagelaten, en George Frederik in 1649 al zijn rechten aan Johan Maurits afstond. Het was dus deze laatste die het ambt Freudenberg bleef beheren.

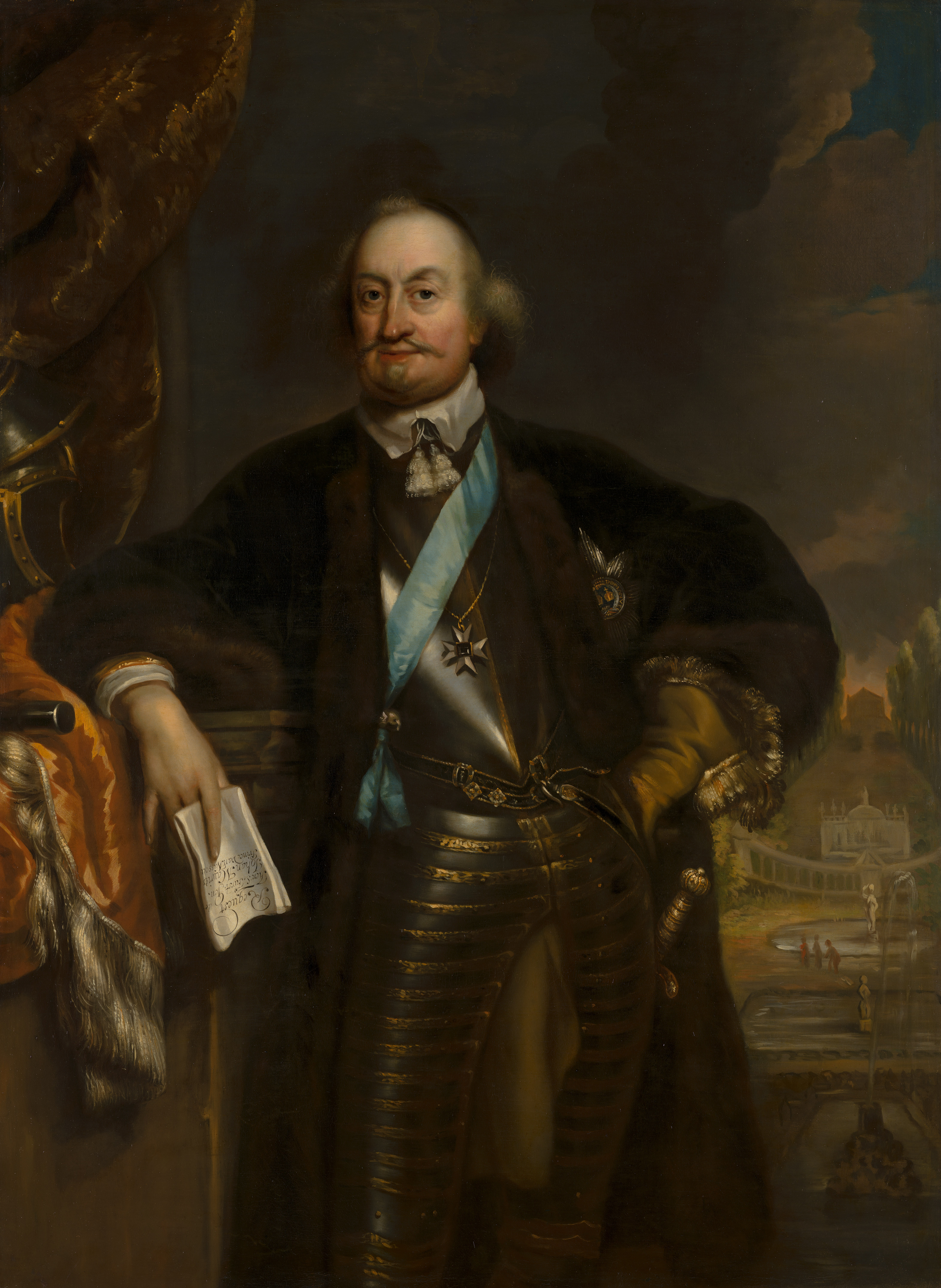
Vorst Johan Maurits van Nassau-Siegen (1604-1679).
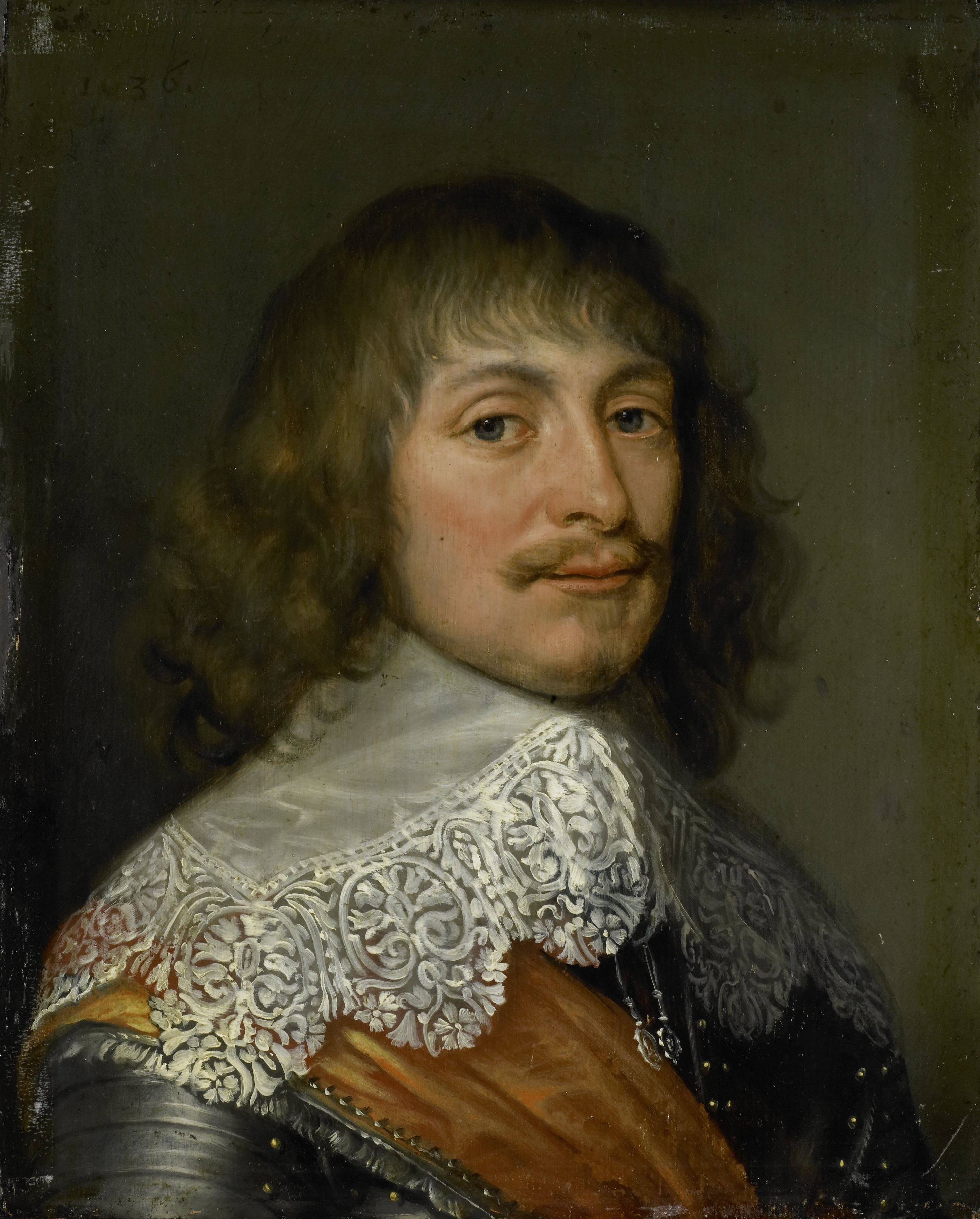
Prins George Frederik van Nassau-Siegen (1606-1674).
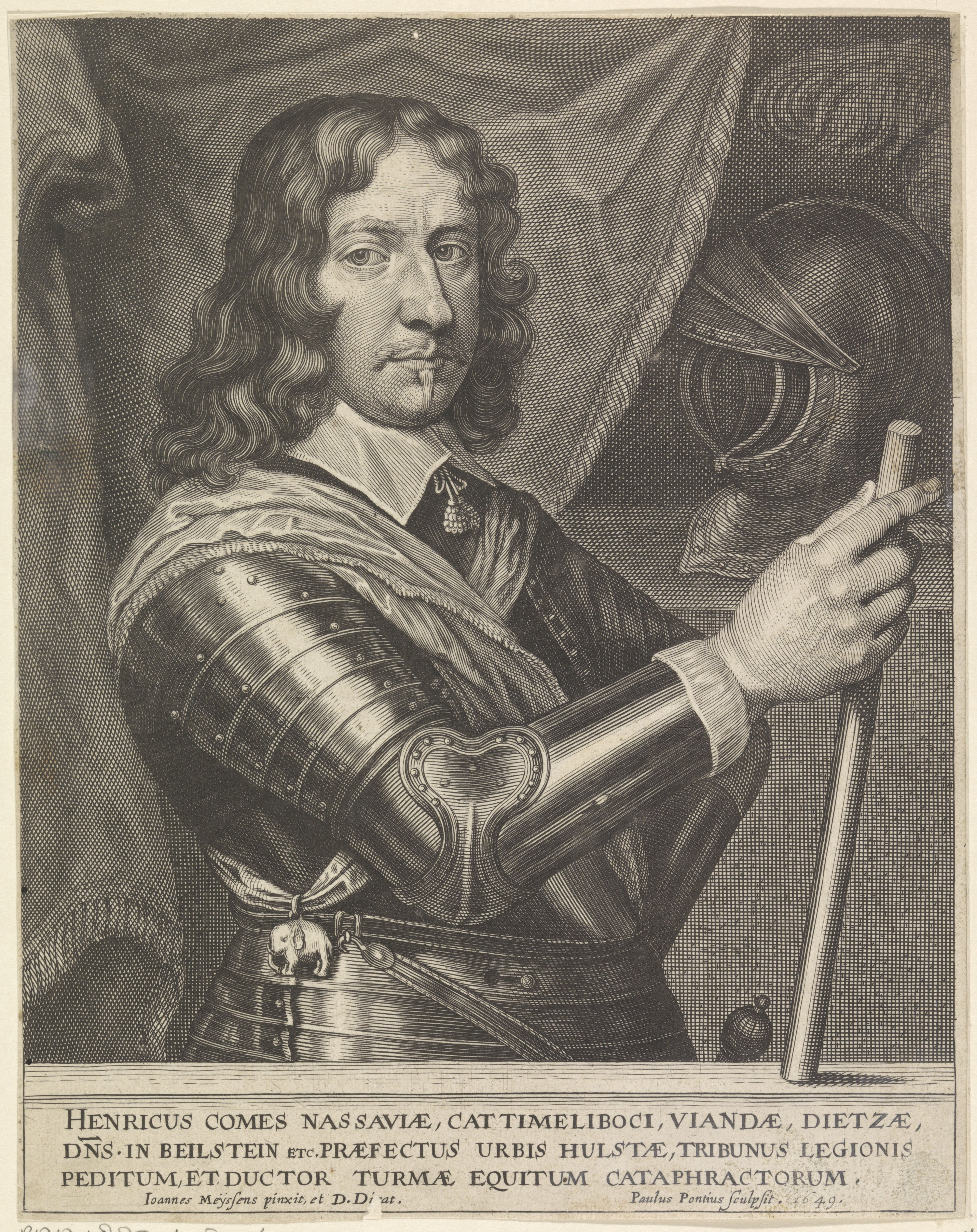
Graaf Hendrik van Nassau-Siegen (1611-1652).

## Verklaring bijnaam ‘de Middelste’
In de tijd dat Johan ‘de Middelste’ leefde was het nog niet gebruikelijk dat regerende graven werden genummerd, zoals dat al wel met koningen gebeurde. Als vader en zoon dezelfde voornaam hadden en de zoon meerderjarig werd, was het nodig om beide te kunnen onderscheiden. In dit geval werd de vader aangeduid als Johann ‘der Ältere’ (in Nederlandstalige bronnen meestal onjuist vertaald als Jan ‘de Oude’ in plaats van Johan ‘de Oudere’) en de zoon als Johann ‘der Jüngere’. Dat is vergelijkbaar met de nog altijd gebruikte gewoonte om als vader en zoon dezelfde voornaam en familienaam dragen, ze te onderscheiden met de toevoeging van de respectievelijke afkortingen sr. (senior) en jr. (junior) achter de familienaam.
Dat Johan ‘de Middelste’ oorspronkelijk ‘de Jongere’ werd genoemd, blijkt uit de in de jaren negentig van de 20e eeuw in het Hessisches Hauptstaatsarchiv in Wiesbaden teruggevonden documenten (HHStA 171 D 1161), waarin een poging was gedaan om, althans van tijd tot tijd, te noteren wie waar en wanneer begraven was in de Grafkelder van Nassau-Dillenburg. In deze documenten wordt Johans eerste echtgenote “Graf Johan des Jüngern gemahlin frau Magdalena gebohrne von Waldeck” genoemd en zijn in 1600 overleden zoontje “Graf Johans des Jungern söhnlein Friderich Ludwig”.
Maar deze Johann ‘der Jüngere’ had ook een zoon die Johan heette. Toen deze meerderjarig werd, voldeed het onderscheid niet langer, omdat er nu drie mannen met dezelfde voornaam waren uit drie opeenvolgende generaties. De jongste werd sindsdien aangeduid als Johann ‘der Jüngere’, en de tussenliggende kreeg de naam Johann ‘der Mittlere’.
Pas in de negentiende eeuw gingen historici de regerende graven voorzien van een regeringsnummer. Johann ‘der Ältere’ werd Johann VI., Johann ‘der Mittlere’ werd Johann VII., en Johann ‘der Jüngere’ werd Johann VIII.

## Huwelijken en kinderen

### Eerste huwelijk

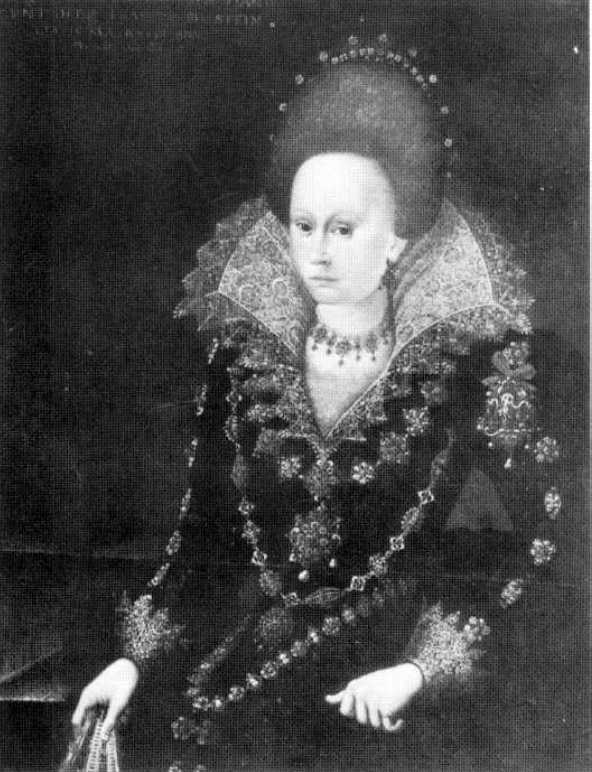
Hertogin Margaretha van Sleeswijk-Holstein-Sonderburg. Anoniem portret, 1611, Siegerlandmuseum, Siegen.

Johan ‘de Middelste’ huwde op Slot Dillenburg op 9 december 1581 met gravin Magdalena van Waldeck-Wildungen (1558 – Slot Idstein, 9 september 1599), de jongste dochter van graaf Filips IV van Waldeck-Wildungen en diens derde echtgenote gravin Jutta van Isenburg-Grenzau. Magdalena was weduwe van graaf Filips Lodewijk I van Hanau-Münzenberg.
Uit dit huwelijk werden de volgende kinderen geboren:
1. Johan Ernst (Slot Siegen, 21 oktober 1582Jul.[noot 12] – Udine, 16/17 september 1617Jul.[noot 13]), was onder meer generaal van de Republiek Venetië.
2. Johan VIII ‘de Jongere’ (Slot Dillenburg, 29 september 1583Jul.[noot 14] – Kasteel Ronse bij Oudenaarde, 27 juli 1638[noot 15]), volgde in 1623 zijn vader op als graaf van Nassau-Siegen. Huwde in Brussel op 13 augustus 1618 met prinses Ernestine Yolande van Ligne (2 november 1594 – Brussel, 4 januari 1663).
3. Elisabeth (Slot Dillenburg, 8 november 1584 – Landau, 26 juli 1661), huwde in Wildungen in november 1604[noot 16] met graaf Christiaan van Waldeck-Wildungen (Slot Eisenberg, 24/25 december 1585 – Burcht Waldeck, 31 december 1637).
4. Adolf (Slot Dillenburg, 8 augustus 1586 – Xanten, 7 november 1608), was ritmeester in Staatse dienst.
5. Juliana (Slot Dillenburg, 3 september 1587[noot 17] – Eschwege, 15 februari 1643[noot 18]), huwde op Slot Dillenburg op 21 mei 1603Jul.[noot 19] (Beilager) en in Kassel op 4 juni 1603Jul. (Heimführung)[55] met landgraaf Maurits ‘de Geleerde’ van Hessen-Kassel (Kassel, 25 mei 1572 – Eschwege, 15 maart 1632).
6. Anna Maria (Slot Dillenburg, 3 maart 1589 – 22 februari 1620), huwde in Dillenburg op 3 februari 1611Jul.[noot 20] met Johan Adolf van Daun-Falkenstein-Broich (ca. 1581 – 13 maart 1653), graaf van Falkenstein en Broich.
7. Johan Albert (Dillenburg, 8 februari 1590[noot 21] – aldaar, 1590).
8. Willem (Dillenburg, 13 augustus 1592[noot 22] – Orsoy, 7/17 juli 1642[noot 23]), was sinds 1624 graaf in een deel van Nassau-Siegen en sinds 1633 veldmaarschalk van het Staatse leger. Huwde op Slot Siegen op 17 januari 1619[noot 24] met gravin Christiane van Erbach[noot 25] (5 juni 1596 – Culemborg, 6 juli 1646[noot 26]).
9. Anna Johanna[noot 27] (Slot Dillenburg, 2 maart 1594Jul.[noot 28] – Den Haag, december 1636[noot 29]), huwde op Slot Broich bij Mülheim an der Ruhr op 19 juni 1619[noot 30] met Johan Wolfert van Brederode (Heusden (?), 12 juni 1599 – Kasteel Petersheim bij Maastricht, 3 september 1655), heer van Brederode, Vianen, Ameide en Cloetingen.
10. Frederik Lodewijk (2 februari 1595 – Dillenburg, 22 april 1600Jul.[noot 31]).
11. Magdalena  (23 februari 1596 – 6 december 1662[noot 32]), huwde eerst in augustus 1631 met Bernhard Moritz Freiherr von Oeynhausen-Velmede[noot 33] (1602 – Leipzig, 20 november 1632) en hertrouwde op 25 augustus 1642 met Philipp Wilhelm Freiherr von Innhausen und Knyphausen (20 maart 1591 – Bremen, 5 mei 1652).
12. Johan Frederik (10 februari 1597[noot 34] – 1597[noot 35]).

### Tweede huwelijk
Johan ‘de Middelste’ hertrouwde op Slot Rotenburg op 27 augustus 1603 met hertogin Margaretha van Sleeswijk-Holstein-Sonderburg (Haus Sandberg am Alsensund bij Sonderburg, 24 februari 1583 – Nassauischer Hof, Siegen, 10/20 april 1658), de jongste dochter van hertog Johan ‘de Jongere’ van Sleeswijk-Holstein-Sonderburg en diens eerste echtgenote hertogin Elisabeth van Brunswijk-Grubenhagen.
Uit dit huwelijk werden de volgende kinderen geboren:
1. Johan Maurits (Slot Dillenburg, 18 juni 1604[noot 39] – Berg und Tal bij Kleef, 10/20 december 1679[noot 40]), was onder meer kapitein-admiraal-gouverneur-generaal van Nederlands-Brazilië 1636-1644, stadhouder van Kleef, Mark, Ravensberg en Minden sinds 1647, grootmeester van de Johannieter Orde sinds 1652 en Eerste Veldmaarschalk van het Staatse leger 1668-1674. Werd in 1645 graaf in ⅔ deel van het graafschap Nassau-Siegen en werd in 1652 verheven tot rijksvorst.
2. George Frederik Lodewijk (Slot Dillenburg, 23 februari 1606 – Bergen op Zoom, 2 oktober 1674[noot 41]), was onder meer commandeur van Rijnberk en gouverneur van Bergen op Zoom. Werd in 1664 verheven tot prins. Huwde in Den Haag[noot 42] op 4 juni 1647 met prinses Mauritia Eleonora van Portugal[noot 43] (gedoopt Delft, 10 mei 1609 – Bergen op Zoom, 15 juni 1674[noot 44]).
3. Willem Otto (Slot Dillenburg, 23 juni 1607 – bij Wolfenbüttel, 14 augustus 1641[noot 45]), was officier in het Zweedse leger.
4. Louise Christina (Slot Siegen, 8 oktober 1608 – Château-Vilain bij Sirod (Jura), 29 december 1685Greg.[noot 46]), huwde in Nozeroy op 4 juli 1627 met Philippe François de Joux dit de Watteville (ca. 1605 – Bletterans, 1636), markies van Conflans, graaf van Bussolin.
5. Sophia Margaretha (Slot Siegen, 16 april 1610 – Kasteel Wisch, Terborg, 8/18 mei 1665[noot 47]), huwde op Kasteel Wisch in Terborg op 13 januari 1656[noot 48] met graaf George Ernst van Limburg-Stirum (Botmurde, 29 augustus 1593 – september 1661), graaf van Bronckhorst, heer van Wisch, Lichtenvoorde en Wildenborch.
6. Hendrik (Slot Siegen, 9 augustus 1611[noot 49] – Hulst, 27 oktober/7 november 1652[noot 50]), was onder meer kolonel in het Staatse leger, gouverneur van Hulst en gezant namens de Staten-Generaal. Huwde op Kasteel Wisch in Terborg op 19/29 april 1646[noot 51] met gravin Maria Magdalena van Limburg-Stirum[noot 52] (1632[noot 53] – Nassauischer Hof, Siegen, 27 december 1707[noot 54]).
7. Maria Juliana (Slot Siegen, 14 augustus 1612[noot 55] – Neuhaus an der Elbe, 21 januari 1665Jul.[noot 56]), huwde in Treptow op 13 december 1637[noot 57] met hertog Frans Hendrik van Saksen-Lauenburg (9 april 1604 – 26 november 1658).
8. Amalia (Slot Siegen, 2 september 1613[noot 58] – Sulzbach, 24 augustus 1669Greg.[noot 59]), huwde eerst in Alt-Stettin op 23 april 1636[noot 60] met Herman Wrangel af Salmis[noot 61] (in Lijfland, 29 juni 1587 – Riga, 11 december 1643) en hertrouwde in Stockholm op 27 maart 1649[noot 62] met paltsgraaf Christiaan August van Sulzbach (Sulzbach, 26 juli 1622 – aldaar, 23 april 1708).
9. Bernhard (Slot Siegen, 18 november 1614 – aldaar, 6 januari 1617Jul.[noot 63]).
10. Christiaan (Slot Siegen, 16 juli 1616 – bij Düren, 1/11 april 1644[noot 64]), was kolonel in het keizerlijke leger. Huwde ca. 1641 met Anna Barbara von Quadt-Landskron-Rheinbach.
11. Catharina (Slot Siegen, 1 augustus 1617 – Nassauischer Hof, Siegen, 31 augustus 1645).
12. Johan Ernst (Slot Siegen, 8 november 1618Jul.[noot 65] – São Salvador da Bahia de Todos os Santos, Brazilië, 23 november 1639), was zeeofficier aan boord van de ‘Alkmaar’.
13. Elisabeth Juliana (Slot Siegen, 1 mei 1620Jul.[noot 66] – Wesel, 13 mei 1665), huwde in de Nassauischer Hof in Siegen op 9/19 augustus 1647 met graaf Bernhard van Sayn-Wittgenstein-Berleburg-Neumagen (30 november 1620 – Slot Ghoor, 13 december 1675).

### Bekende nakomelingen
Hoewel het Huis Nassau-Siegen in 1743 in mannelijke lijn uitstierf, heeft Johan ‘de Middelste’ veel bekende nakomelingen in de vrouwelijke lijn. Niet alleen zijn alle regerende Europese monarchen afstammelingen van Johan, maar ook de hoofden van de niet meer regerende vorstenhuizen van Griekenland, Oostenrijk, Pruisen en Roemenië. Andere bekende nakomelingen zijn:
- de Pruisische veldmaarschalk vorst Leopold I van Anhalt-Dessau (der Alte Dessauer),
- de Franse veldmaarschalk Maurits van Saksen,
- de Oostenrijkse kanselier Klemens von Metternich,
- de Franse schrijfster George Sand,
- de Roemeense schrijfster Carmen Sylva,
- de Noorse ontdekkingsreiziger Fridtjof Nansen,
- de Duitse rijkskanselier Max von Baden, en
- de Duitse gevechtspiloot uit de Eerste Wereldoorlog Manfred von Richthofen (de Rode Baron).

## Voorouders
| Voorouders van graaf Johan VII ‘de Middelste’ van Nassau-Siegen | Voorouders van graaf Johan VII ‘de Middelste’ van Nassau-Siegen                                       | Voorouders van graaf Johan VII ‘de Middelste’ van Nassau-Siegen                                       | Voorouders van graaf Johan VII ‘de Middelste’ van Nassau-Siegen                                       | Voorouders van graaf Johan VII ‘de Middelste’ van Nassau-Siegen                                       | Voorouders van graaf Johan VII ‘de Middelste’ van Nassau-Siegen                                 | Voorouders van graaf Johan VII ‘de Middelste’ van Nassau-Siegen                                 | Voorouders van graaf Johan VII ‘de Middelste’ van Nassau-Siegen                                | Voorouders van graaf Johan VII ‘de Middelste’ van Nassau-Siegen                                |
| --------------------------------------------------------------- | --- | --- | --- | --- | ----------------------------------------------------------------------------------------------- | ----------------------------------------------------------------------------------------------- | ---------------------------------------------------------------------------------------------- | ---------------------------------------------------------------------------------------------- |
| Betovergrootouders                                              | Johan IV van Nassau-Siegen (1410–1475) ⚭ 1440 Maria van Loon-Heinsberg (1424–1502)                    | Hendrik III ‘de Rijke’ van Hessen-Marburg (1440–1483) ⚭ 1458 Anna van Katzenelnbogen (1443–1494)      | Hendrik IX van Stolberg-Wernigerode (1436–1511) ⚭ 1452 Mathilda van Mansfeld (?–1469)                 | Filips I van Eppstein-Königstein (na 1440–1480/81) ⚭ 1473 Louise de la Marck (ca. 1454–1524)          | Frederik V van Leuchtenberg (1436–1487) ⚭ 1467 Dorothea van Rieneck (ca. 1440–1503)             | Günther XXXVIII van Schwarzburg-Blankenburg (1450–1484) ⚭ 1470 Catharina van Querfurt (?–1531)  | Albrecht III Achilles van Brandenburg (1414–1486) ⚭ 1458 Anna van Saksen (1437–1512)           | Casimir IV van Polen (1427–1492) ⚭ 1454 Elisabeth van Oostenrijk (1435/36–1505)                |
| Overgrootouders                                                 | Johan V van Nassau-Siegen (1455–1516) ⚭ 1482 Elisabeth van Hessen-Marburg (1466–1523)                 | Johan V van Nassau-Siegen (1455–1516) ⚭ 1482 Elisabeth van Hessen-Marburg (1466–1523)                 | Botho III van Stolberg-Wernigerode (1467–1538) ⚭ 1500 Anna van Eppstein-Königstein (1481–1538)        | Botho III van Stolberg-Wernigerode (1467–1538) ⚭ 1500 Anna van Eppstein-Königstein (1481–1538)        | Johan IV van Leuchtenberg (1470–1531) ⚭ 1502 Margaretha van Schwarzburg-Blankenburg (1482–1518) | Johan IV van Leuchtenberg (1470–1531) ⚭ 1502 Margaretha van Schwarzburg-Blankenburg (1482–1518) | Frederik V ‘de Oudere’ van Brandenburg-Ansbach (1460–1536) ⚭ 1479 Sofia van Polen (1464–1512)  | Frederik V ‘de Oudere’ van Brandenburg-Ansbach (1460–1536) ⚭ 1479 Sofia van Polen (1464–1512)  |
| Grootouders                                                     | Willem I ‘de Rijke’ van Nassau-Siegen (1487–1559) ⚭ 1531 Juliana van Stolberg-Wernigerode (1506–1580) | Willem I ‘de Rijke’ van Nassau-Siegen (1487–1559) ⚭ 1531 Juliana van Stolberg-Wernigerode (1506–1580) | Willem I ‘de Rijke’ van Nassau-Siegen (1487–1559) ⚭ 1531 Juliana van Stolberg-Wernigerode (1506–1580) | Willem I ‘de Rijke’ van Nassau-Siegen (1487–1559) ⚭ 1531 Juliana van Stolberg-Wernigerode (1506–1580) | George III van Leuchtenberg (1502–1555) ⚭ 1528 Barbara van Brandenburg-Ansbach (1495–1552)      | George III van Leuchtenberg (1502–1555) ⚭ 1528 Barbara van Brandenburg-Ansbach (1495–1552)      | George III van Leuchtenberg (1502–1555) ⚭ 1528 Barbara van Brandenburg-Ansbach (1495–1552)     | George III van Leuchtenberg (1502–1555) ⚭ 1528 Barbara van Brandenburg-Ansbach (1495–1552)     |
| Ouders                                                          | Johan VI ‘de Oude’ van Nassau-Siegen (1536–1606) ⚭ 1559 Elisabeth van Leuchtenberg (1537–1579)        | Johan VI ‘de Oude’ van Nassau-Siegen (1536–1606) ⚭ 1559 Elisabeth van Leuchtenberg (1537–1579)        | Johan VI ‘de Oude’ van Nassau-Siegen (1536–1606) ⚭ 1559 Elisabeth van Leuchtenberg (1537–1579)        | Johan VI ‘de Oude’ van Nassau-Siegen (1536–1606) ⚭ 1559 Elisabeth van Leuchtenberg (1537–1579)        | Johan VI ‘de Oude’ van Nassau-Siegen (1536–1606) ⚭ 1559 Elisabeth van Leuchtenberg (1537–1579)  | Johan VI ‘de Oude’ van Nassau-Siegen (1536–1606) ⚭ 1559 Elisabeth van Leuchtenberg (1537–1579)  | Johan VI ‘de Oude’ van Nassau-Siegen (1536–1606) ⚭ 1559 Elisabeth van Leuchtenberg (1537–1579) | Johan VI ‘de Oude’ van Nassau-Siegen (1536–1606) ⚭ 1559 Elisabeth van Leuchtenberg (1537–1579) |